# Софі Морессе-Пішо
Софі Морессе-Пішо (фр. Sophie Moressée-Pichot, нар. 3 квітня 1962, Сіссонн, Ена, Франція) — французька фехтувальниця на шпагах, олімпійська чемпіонка 1996 року, чемпіонка світу.

## Виступи на Олімпіадах
| Олімпіада    | Дисципліна          | Місце |
| ------------ | ------------------- | ----- |
| Атланта 1996 | індивідуальна шпага | 10    |
| Атланта 1996 | командна шпага      | 1     |
| Сідней 2000  | командна шпага      | 5     |